# Ås kontrakt
Ås kontrakt var ett kontrakt i Skara stift inom Svenska kyrkan. Kontraktet omfattade tätorten Borås och området däromkring. Kontraktet namnändrades 1 januari 2017 till Redvägs och Ås kontrakt samtidigt som det utökades med församlingar från det då upplösta Redvägs kontrakt.. 
Kontraktskoden var 0313.

## Administrativ historik
Kontraktet omfattar
- Borås församling som 1939 namnändrades till Borås Caroli församling efter utbrytningen av Borås Gustav Adolf
- Borås Gustav Adolfs församling bildad 1939
- Brämhults församling
- Fristads församling som 1992 uppgick i Fristad-Gingri församling som 2010 uppgick i en återbildad Fristads församling
- Gingri församling som 1992 uppgick i Fristad-Gingri församling som 2010 uppgick i en återbildad Fristads församling
- Borgstena församling som 2010 uppgick i en återbildad Fristads församling
- Tärby församling som 2010 uppgick i en återbildad Fristads församling
- Tämta församling som 2010 uppgick i en återbildad Fristads församling
- Vänga församling som 2010 uppgick i en återbildad Fristads församling
- Toarps församling
- Rångedala församling som 2014 uppgick i Toarps församling
- Äspereds församling som 2014 uppgick i Toarps församling
- Sandhults församling
- Bredareds församling

följande församlingar ingick i kontraktet till 1962 då de övergick till då bildade Herrljunga kontrakt
- Ods församling
- Molla församling
- Alboga församling
- Öra församling
- Eriksbergs församling
- Mjäldrunga församling
- Broddarps församling
- Hovs församling
- Källunga församling
- Skölvene församling
- Södra Vings församling
- Härna församling
- Fänneslunda församling
- Grovare församling
- Varnums församling
- Hällstads församling
- Murums församling
- Möne församling
- Södra Vånga församling
- Norra Säms församling